# Urangan
Urangan är en del av en befolkad plats i Australien. Den ligger i kommunen Fraser Coast och delstaten Queensland, omkring 240 kilometer norr om delstatshuvudstaden Brisbane. Antalet invånare är 8 007.
Urangan är det största samhället i trakten. 
Genomsnittlig årsnederbörd är 1 350 millimeter. Den regnigaste månaden är mars, med i genomsnitt 291 mm nederbörd, och den torraste är september, med 21 mm nederbörd.